# Туркестанский 4-й стрелковый полк
4-й туркестанский стрелковый полк
Полковой праздник — 24 июля.
Старшинство по состоянию на 1914 г.: 20 февраля 1869 г.

## История
Сформирован 20 февраля 1910 г. в составе двух батальонов.

К 1915 г. переформирован в четырёхбатальонный полк.

## 1-й батальон полка
1-м батальоном полка стал 12-й туркестанский стрелковый батальон
История батальона

Приказом от 6 января 1882 был переформирован Туркестанский военный округ, 

в том числе, все существовавшие туркестанские линейные батальоны переформировывались из пятиротного в четырёхротный состав;

отделяемые 5-е роты батальонов сводились в три новых туркестанских линейных батальона (18-й, 19-й и 20-й);

к 18 августа 1882 сведён как 18-й туркестанский линейный батальон;

с 27 июня 1900 года — 12-й туркестанский стрелковый батальон.
Знаки отличия батальона при поступлении в полк
- простое знамя без надписи, пожалованное в 1897 г.

## 2-й батальон полка
2-м батальоном полка стал 2-й Ходжентский резервный батальон
История батальона

20 февраля 1869 г. сформирован как Ташкентский губернский батальон № 69 для внутреннией службы в Сыр-Дарьинской области;

с 26 августа 1874 г. — Ташкентский местный батальон;

в 1882 году переформирован в 10-й туркестанский линейный батальон;

с 11 августа 1896 г. — 10-й туркестанский линейно-кадровый батальон;

с 20 июня 1900 г. — 2-й Ходжентский резервный батальон.
Знаки отличия батальона при поступлении в полк
- простое знамя без надписи, пожалованное в 1897 г.

## 3 и 4-й батальоны полка
Сформированы к 1915 г., знаков отличия не имели.

## Знаки отличия полка к 1914
- Простое знамя без надписи, пожалованное в 1897 г. (10-го туркестанского линейно-кадрового батальона).

## Командиры полка
- 03.06.1882 — 25.10.1895 — полковник Эверт, Аполлон Ермолаевич
- 1917 — Бедринцев, Николай Иванович

## Люди, связанные с полком
- Верёвкин, Фёдор Андреевич (1895—1979) — советский военачальник, генерал-майор. Служил в 1917—1918 годах: штабс-капитан, начальник пулеметной команды и выборный заведующий хозяйством полка, члена комиссии по расформированию полка.
- Серебряков, Иван Иванович (1895—1957) — советский военачальник, полковник. Служил в 1917 году: прапорщик, командир полуроты.

## примечание
Все даты приведены по старому стилю.